# ブレスバイオプシー
ブレスバイオプシー (Breath Biopsy) とは診断技術の一手法。

## 概要
従来の生体組織診断では組織を採取してそれを分析装置を使用して分析していた。場合によっては麻酔をかける必要があり、身体への負担が少なからずあった。ブレスバイオプシーでは呼気に含まれる揮発性有機化合物をバイオマーカーとして使用することにより体への負担が少ない手法で従来と同等の診断を可能にする。主に予防医学の一環として行われる。

## 原理
呼気に含まれる揮発性有機化合物をバイオマーカーとして使用する。特定の揮発性有機化合物を選択的に吸着するように化学修飾された水晶振動子マイクロバランス (QCM) や水晶音叉 (QCF)、化学トランジスタ、膜型表面応力センサなどを検出素子として使用する。

## 歴史
呼気を利用して健康状態を診断する手法は1970年代にシリコンウエハー上に形成されたガスクロマトグラフを使用して実施する手法が提案されていたものの、当時の技術では感度が不十分で実用には適さなかった。2010年代に入ってからMEMSの発展により、実用化への道筋が見え始めた。

## 論理
従来の手法と比較して手軽に確度の高い検査を受けられるようになる反面、将来罹患する可能性のある疾病が従来よりもより客観的に明確になることにより、保険の掛け金の算定や雇用、昇進などにも影響を与える可能性があり、情報の取り扱いには細心の注意を要すると共にガイドラインの策定が望まれる。

## 用途
- がん検診
- 臨床検査